# Giai Đông

Vị trí tại Bình Đông

Giai Đông (tiếng Trung: 佳冬鄉; bính âm: Jiādōng Xiāng) là một hương (xã) của huyện Bình Đông, tỉnh Đài Loan, Trung Hoa Dân Quốc (Đài Loan). Địa hình của hương chủ yếu là đồng bằng, tuy nhiên việc suy giảm mực nước ngầm hiện đang gây ra hiện tượng sụt lún nghiêm trọng tại đây. Nền kinh tế của Giai Đông dựa trên lĩnh vực nông nghiệp và ngư nghiệp. Diện tích của hương là 30,9842 km², dân số vào tháng 8 năm 2011 là 21.129 người thuộc 7.142 hộ gia đình, mật độ cư trú đạt 681,9 người/km².